# Мёрике, Эдуард
Эдуард Мёрике (нем. Eduard Friedrich Mörike, 8 сентября 1804, Людвигсбург — 4 июня 1875, Штутгарт) — немецкий романтический поэт, прозаик, переводчик.

## Биография
Родился в семье врача Карла Фридриха Мёрике (1763—1817), внук вюртембергского придворного медика Иоганна Готлиба Мёрике (1732—1785). Мать была дочерью пастора.
Эдуард учился в латинской школе в Людвигсбурге, затем в семинарии в Бад-Урахе, закончил богословский факультет Тюбингенского университета. Другом его студенческих лет был рано умерший поэт Вильгельм Вайблингер, который представил Мёрике уже больному Гёльдерлину. История этого знакомства описана Германом Гессе в рассказе «В Преселлевском садовом домике».
C 1826 года Мёрике служил помощником пастора в различных приходах Баден-Вюртемберга, в 1834 году получил наконец пасторское место в Клеверзульцбахе под Вайнсбергом. В 1851 году по состоянию здоровья (он отличался болезненностью и склонностью к ипохондрии) вышел в отставку, стал преподавать немецкую литературу в школе для девочек в Штутгарте, в 1866 году вышел в отставку и здесь.

## Творчество
Принадлежал к так называемой швабской школе немецких романтиков (Л. Уланд, В. Гауф и др.). На многие из его стихотворений, которые отличаются редкой даже для романтиков мелодичностью, написаны песни. Известна также его проза: роман «Художник Нольтен» (1832), повесть «Моцарт на пути в Прагу» (1856). Перевёл Гомеровские гимны, стихотворения Анакреона, Феокрита и других греческих поэтов.

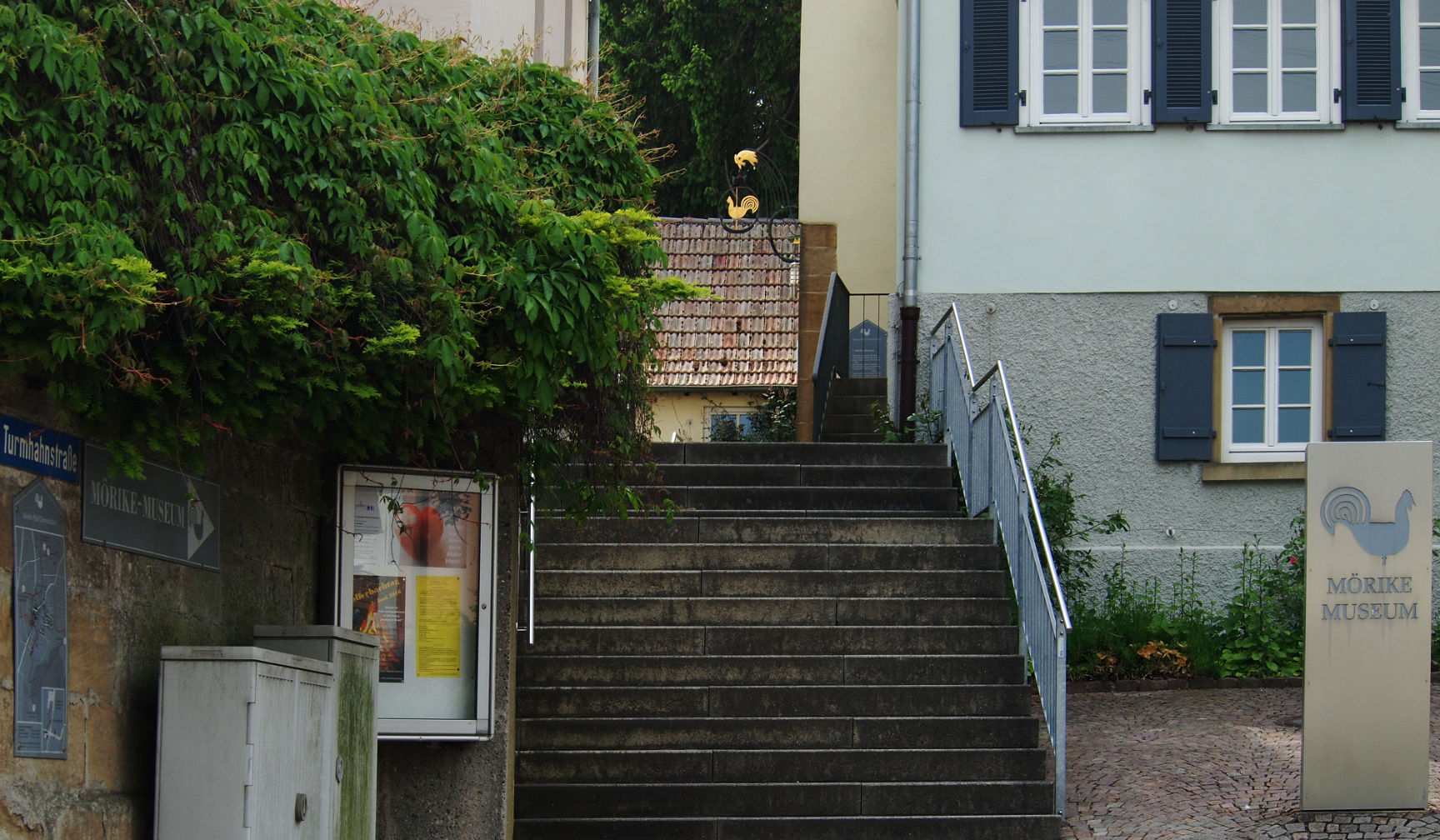
Клеверзульцбах. Флюгер и музей Мёрике

## Известность и признание
Стихотворения Мёрике были положены на музыку Р. Шуманом, И. Брамсом, Х. Вольфом, Х. Пфицнером, М. Регером, Робертом Францем, Хуго Дистлером и др. К образу придуманной Мёрике в «Художнике Нольтене» райской земли Орплид не раз обращался Хосе Лесама Лима.

## Мёрике в России
На русский язык стихотворения Мёрике переводили И. Тургенев, А. Фет, О. Анстей, Л. Андрусон, А. Штейнберг, С. Ошеров, А. Карельский, Г. Ратгауз, А. Парин, В. Куприянов, Д. Щедровицкий, Р. Дубровкин, В. Микушевич и другие.

## В астрономии
В честь баллады Schön Rotraut, написанной Эдуардом Мёрике назван астероид (874) Ротраут, открытый 25 мая 1917 года немецким астрономом Максом Вольфом в Гейдельбергской обсерватории

## Сочинения
- Maler Nolten / Художник Нольтен, 1832
- Der Schatz / Сокровище, 1836
- Lucie Gelmeroth / Люси Гельмерот, 1839
- Der Bauer und sein Sohn / Крестьянин и его сын (сказка), 1839
- Die Regenbrüder (опера на музыку Игнаца Лайнера), 1839
- Idylle vom Bodensee oder Fischer Martin / Идиллия Боденского озера (семь песен), 1846
- Das Stuttgarter Hutzelmännlein, 1853
- Die Hand der Jezerte (Märchen), 1853
- Mozart auf der Reise nach Prag / Моцарт на пути в Прагу (повесть), 1855

Переводы на русский язык
- Моцарт на пути в Прагу. — М.: Художественная литература, 1965.
- Поэзия немецких романтиков. — М.: Художественная литература, 1985. С. 373—408.
- Художник Нольтен: Новелла в двух частях. — Пер. Нины Самойловой. — М.: Летний сад, 2013. ISBN 978-5-98856-178-1.